# Sarteneja
Sarteneja é uma cidade do distrito de Corozal, Belize. No último censo realizado em 2000, sua população era de 1.648 habitantes. Em meados de 2005, a população estimada da cidade era de 1.800 habitantes.